# Stawrodromi (Macedonia Środkowa)
Stawrodromi (grec. Σταυροδρόμι, skrzyżowanie, krzyżówki; katharewusa: Σταυροδρόμιον, Stawrodromon; do 1926 r. Cziczigez (grec. Τσίτσιγκες, Tsítsinkes, Ciciges; mac. Чичигаз, Cziczigaz, bułg. Чичегъс, Cziczegyz, Cziczegăz) – wieś w Grecji, w administracji zdecentralizowanej Macedonia-Tracja, w regionie Macedonia Środkowa, w jednostce regionalnej Pella, w gminie Pella. W 2011 roku liczyła 486 mieszkańców.

## Geografia
Wieś znajduje się na wschodzie Niziny Salonickiej, 10 km na północny zachód od Krya Vrysi (Κρύα Βρύση, bułg. Пласничево) i 10 km na południe od Edesy.

## Historia
Pod koniec XIX w. wieś znajdowała się pod panowaniem osmańskim i miała czysto słowiański charakter (Bułgarzy, Macedończycy?). Według Wasyla Kynczowa, bułgarskiego geografa i etnografa, ale i polityka, w 1900 r. we wsi mieszkało 420 Bułgarów. Pod względem administracyjno-religijnym mieszkańcy okolicznych wiosek należeli do Egzarchatu Bułgarskiego. Według sekretarza egzarchatu Dymitra Miszewa w 1905 r. w Cziczigez żyło 200 Bułgarów.
Ze wsi pochodził Christo Argirow zw. Czausza (Христо Аргиров Чауша) – działacz Wewnętrznej Macedońsko-Adrianopolskiej Organizacji Rewolucyjnej (Вътрешна македоно-одринска революционна организация), która była poprzedniczką Wewnętrznej Macedońskiej Organizacji Rewolucyjnej, walczącej o wyzwolenie Słowian spod panowaniem tureckiego, a także żołnierz Macedońsko-Adrianopolskiego Korpusu Ochotniczego (Македоно-одринско опълчение), będącego częścią armii bułgarskiej podczas wojen bałkańskich (1912–1913).
W 1912 r. podczas I wojny bałkańskiej wieś została zajęta przez wojska greckie, a po II wojnie bałkańskiej w 1913 r. pozostała w Grecji. W 1926 r. nazwę miejscowości zmieniono na Stawrodromi.